# Лам Донг
Лам Донг (виј. Lam Dong) је једна од 58 покрајина Вијетнама. Налази се у региону Централна Висораван (Вијетнам). Заузима површину од 9.776,1 km². Према попису становништва из 2009. у покрајини је живело 1.187.574 становника. Главни град је Đà Lạt.